# William Cartwright
William Cartwright (Northway, 1º settembre 1611 – Oxford, 29 novembre 1643) è stato un drammaturgo inglese.
Predicatore anglicano all'Università di Oxford, fu autore de L'Ordinario (1635), La signora errante (1636) e Lo schiavo reale (1636).